# قبایل آلبانیایی
قبایل آلبانی (آلبانیایی: fiset shqiptare) شکل تاریخی سازمان اجتماعی را در آلبانی و جنوب غربی بالکان تشکیل می‌دهند که با فرهنگ مشترک مشخص می‌شود، اغلب با پیوندهای خویشاوندی پدری مشترک که به یک زادگاه و پیوندهای اجتماعی مشترک بازمی‌گردد. fis (فرم معین آلبانیایی زبان آلبانیایی: fisi؛ معمولاً به عنوان «قبیله» و همچنین به عنوان «طایفه» یا «جماعت» خویشاوند ترجمه می‌شود) در مرکز سازمان آلبانیایی بر اساس روابط  یک مفهوم خویشاوندی قرار دارد. که در میان آلبانیای جنوبی نیز با اصطلاح farë یافت می‌شود.